# میدلستوم
میدلستوم (به هلندی: Middelstum) یک منطقهٔ مسکونی در هلند است که در لوپرسوم واقع شده‌است. میدلستوم ۲٬۴۱۹ نفر جمعیت دارد.